# Kropki (gra)
Kropki – gra strategiczna polegająca na otaczaniu kropek przeciwnika własnymi kropkami. Jest to go przeniesione na kartkę papieru, jednak niewielkie różnice zasad związane z innym rodzajem planszy sprawiły, że rozgrywka w kropki bardzo się różni od go. Do gry wystarczy kartka w kratkę i dwa długopisy (bądź kredki, pisaki) w różnych kolorach; dzięki temu i prostym zasadom kropki zyskały popularność wśród młodzieży szkolnej.

## Zasady

Rys. 1 - Przykładowe bazy.

Na początku gry plansza jest pusta, ruch polega na postawieniu kropki na pustym przecięciu linii. Gracze wykonują ruchy na przemian, starając się otoczyć przeciwnika – gdy to się uda, kropki otaczające łączy się linią i powstaje baza (rys. 1) lub stop (takim słowem niekiedy określa się samo utworzenie bazy). Linię można poprowadzić między kropkami, jeśli są one oddalone o jedną kratkę w pionie, poziomie lub na ukos. W odróżnieniu od go otoczonych kropek nie da się usunąć. Jest to największa różnica między tymi grami.
Wielkość kartki na której się gra jest dowolna, jednak zalecane jest stosowanie kartki z zeszytu formatu A5. W kropki zwykle gra się w dwie osoby, jednak w rozgrywce może brać udział więcej graczy, pod warunkiem że każdy używa innego koloru. Gra kończy się z chwilą zapełnienia całej kartki, lub do momentu gdy jeden z graczy się podda, albo obaj się zgodzą skończyć grę i podliczyć punkty.

Rys. 2 - Niedozwolone ruchy: baza zazębiona, do krawędzi i pusta.

Przykładowe otwarcie

### Niedozwolone ruchy
Grając w kropki nie można (rys. 2):
- łączyć linią swojej kropki zamkniętej w bazie przeciwnika, tworząc w ten sposób bazy zazębione,
- tworzyć baz otwartych przy krawędzi, tak jak to można było zrobić w go,
- tworzyć pustej bazy, nawet dołączając ją do bazy już istniejącej,
- dostawiać kropek w bazie, zarówno swojej, jak przeciwnika,
- zostawiać wolnych połączeń kratek jak na rys. 1.

### Liczenie punktów
Często po zakończeniu gry na pierwszy rzut oka widać, kto wygrał, jednak w przypadku wyrównanej rozgrywki konieczne może się okazać podliczenie punktów. Punkty otrzymuje się za każdą otoczoną kropkę przeciwnika, oraz traci za otoczone własne kropki, nie ma jednak jednego systemu punktacji, zależy od tego co ustalą na początku gracze. Można stosować zróżnicowaną liczbę punktów – np. +2pkt. lub +3pkt. za kropki tworzące bazę przeciwnika, -2pkt., -3pkt. za otoczoną własną kropkę, jednak pojawiają się problemy typu: Ile punktów dać za własną kropkę czy bazę w otoczonej bazie przeciwnika?

Rys.3 Ciąg kropek, który można sforsować (lewy) i mur z kropek (prawy).

Rys.4 Baza, którą można otoczyć (lewa) i baza zabezpieczona (prawa).

Jedną z prostszych zasad punktacji jest przyznanie +1pkt. za każdą kropkę przeciwnika (nieważne czy luzem, tworzącą bazę, czy otoczoną wcześniej), oraz -1pkt. za własną kropkę (także w otoczonej bazie przeciwnika).

## Podstawowe pojęcia
Terminologia gry nie jest ustalona odgórnie i często gracze tworzyli ją na własne potrzeby, dlatego też poniższe pojęcia mogą mieć różne nazwy.
Baza (nazywana też obozem, państwem itp. – rys.1) to połączone linią kropki otaczające kropki i bazy przeciwnika.
Mur (rys. 3), to rząd kropek sąsiadujących ze sobą w pionie, których przeciwnik nie może sforsować.
Zabezpieczanie (lub: cuma, kotwica itp. – rys. 4), oznacza połączenie baz lub grup kropek, przy pomocy muru i baz z krawędzią kartki, zyskując w ten sposób pewność, że zabezpieczone struktury nie zostaną otoczone przez przeciwnika. Zabezpieczać można też lokalnie do większych baz lub murów, ale jeśli nie są one zabezpieczone do krawędzi, istnieje ryzyko że zostaną kiedyś otoczone.

Rys.5 Kropki na dwie kratki – przykłady baz i mur.

## Kropki na dwie kratki
Jest to odmiana gry w kropki, w której łączyć linią można kropki oddalone o co najwyżej dwie kratki. Ta niewielka zmiana zasad gry, sprawiła, że w odróżnieniu od zwykłych, w kropkach na dwie kratki większą korzyść przynoszą strategie ofensywne niż defensywne. W tej grze najlepszą obroną jest atak.
Ponieważ stworzenie muru wymaga postawienia podwójnego rzędu kropek (rys. 5), jest to zwykle nieopłacalne i stosowane na dużo mniejszą skalę niż w zwykłych kropkach.